# الجيزة (لودر)

تعديل مصدري - تعديل

الجيزة هي إحدى قرى عزلة زارة بمديرية لودر التابعة لمحافظة أبين، بلغ تعداد سكانها 660 نسمة حسب تعداد اليمن لعام 2004.